# Куштевська Тетяна Василівна
Тетяна Василівна Куштéвська (*8 вересня 1947, пустельна оаза Дарган-Ата, Туркменська РСР) — російська письменниця і поетеса, яка живе в Німеччині.
Тетяна Куштевська провела свою молодість з 1957 р. на Донбасі. Вона отримала музично-педагогічну освіту в музичній школі м. Бахмута і вісім років працювала музичним педагогом в Якутії. З 1976 по 1981 р. вона отримала другу освіту на факультеті сценаристів у ВДІКу в м. Москві. Там, вона очолювала з 1983 по 1991 майстер-курс для сценаристів і працювала журналістом. Є автором численних сценаріїв та оповідань і подорожувала багатьма регіонами колишнього СРСР. У 1991 році оселилася в Німеччині і з того часу живе та працює «вільним художником» в Ессені, Німеччина.
У 1997 році Тетяна Куштевська спільно з німецьким меценатом Дітером Карренбергом заснувала Міжнародну українсько-німецьку літературну премію імені Олеся Гончара для підтримки молодих українських письменників.
Публікації німецькою мовою:
- Я прожив тисячі життів, Вельберт 1997
- Російські сцени, Берлін 1999
- Моя таємна Росія. Репортажі, Дюссельдорф 2000
- Транс-Сибірська залізниця. Історії та розповіді, Берлін 2002
- Моя сибірська клаптева ковдра. Документальний роман, Дюссельдорф 2004
- Поезія російської кухні. Кулінарні екскурсії російською літературою. При використанні різноманітних рецептів та з 24 гравюрами Яни Куштевської за допомогою Лілії Баишевої, 2-ге видання, Дюссельдорфі 2005
- «Тут похований друже Пушкін …». Прогулянки російськими кладовищами. З 61 чорно-білою фотографією, зроблені Яною Куштеською Дюссельдорф 2006
- Сибірська подорож р. Лена. Від Байкалу до Льодовитого океану — історії та розповіді уздовж великої сибірської річки, Берлін 2007
- Російські поцілунки. За абеткою. З 29-ма малюнками тушшю Яніни Куштевської, Дюссельдорф 2007
- Байкал. Історії та оповідання, прилеглих до озера Байкал територій, Берлін 2009

Численні статті в збірниках.